# Parafia św. Jana Apostoła i Ewangelisty w Klonownicy Dużej
Parafia św. Jana Apostoła w Klonownicy Dużej – parafia rzymskokatolicka w Klonownicy Dużej. Została erygowana w 1921 roku.
Zasięg parafii obejmuje Klonownicę Dużą, Klonownicę-Plac, oraz Polinów.